# Tomasz Łapiński
Tomasz Łapiński'', född den 1 augusti 1969 i Łapy, Polen, är en polsk fotbollsspelare som tog OS-silver i fotbollsturneringen vid de olympiska sommarspelen 1992 i Barcelona.